# Paul Rutger
Paul Rutger, artiestennaam van Roger Pauwels (Gent, 16 november 1933 – Megève, 6 april 1981), was een Belgisch organist.

## Opleiding en loopbaan
Hij genoot een muzikale opleiding aan het Gentse conservatorium, waar hij piano- en orgellessen volgde. Pauwels was muziekleraar aan het instituut Glorieux te Oostakker, kerkorganist in de Sint-Theresiakerk te Gent, leraar bij Hammond-Gent en leidde een eigen ensemble.
Vele jaren tot aan zijn overlijden was hij “radio-organist” bij BRT 2 in het wekelijkse programma De Orgelman en kwam ook regelmatig op televisie. Op 6 april 1981 overleed hij ten gevolge van een hersenbloeding. Zijn dochter Katrien Pauwels is een voormalige Belgische schaatskampioene.

## Discografie
- "The best of... Raul Rutger" uit 1979
- "Hammond Hits" van 1981
- "Paul Rutger aan het Hammond 'Concorde' orgel".